# Estación Arakawa-Shakomae
La estación Arakawa-Shako-mae (荒川車庫前停留場 Arakawa-Shako-mae-teiryūjō?) de la línea Toden Arakawa pertenece al único sistema de tranvías de la empresa estatal Toei, y está ubicada en el barrio especial de Arakawa, en la prefectura de Tokio, Japón. Se encuentra frente a la cochera de tranvías de la línea, por lo que posee un total de 3 andenes y así poder finalizar un servicio antes de entrar en la cochera.

## Sitios de interés
- Oficinas y cochera de la línea Toden Arakawa
- Río Sumida
- Central de mantenimiento Oku de JR East
- Biblioteca Shōwa
- Quinta escuela primaria del norte de Takinogawa